# Heitor Férrer
Heitor Correia Férrer (Lavras da Mangabeira, 11 de outubro de 1955) é médico e político brasileiro filiado ao União Brasil (UNIÃO). Entre os anos de 1989 e 2003, ele ocupou o cargo de vereador da cidade de Fortaleza por quatro mandatos consecutivos.  
Atualmente, está no sexto mandato consecutivo de deputado estadual na  Assembleia Legislativa do Ceará, desempenhando tal função desde 2003.

## Biografia
Nasceu em Lavras da Mangabeira, município do centro-sul cearense, filho de Osvaldo Férrer Sobrinho e de Josefa Correia Férrer "Josete". É médico formado pela Universidade Federal do Ceará, com pós-graduação em Doenças Tropicais e Saúde Pública.

### Início da trajetória política
Filiado ao Partido Democrático Trabalhista (PDT) de 1987 a 2015, elegeu-se vereador de Fortaleza em 1988, tendo sido reeleito por mais três mandatos. Nas eleições de 1998, foi candidato a Vice-Governador na chapa encabeçada por José Aírton (PT).
Assumiu seu primeiro mandato como deputado estadual em fevereiro de 2003, tendo sido o parlamentar que mais apresentou projetos naquela legislatura. Nas eleições de 2010, Férrer foi reeleito para o terceiro mandato como deputado estadual, com 53.311 votos.

### Eleição para Prefeito de Fortaleza (2012)
Na eleição municipal de Fortaleza em 2012, foi candidato a prefeito na coligação "Fortaleza Merece Mais" (PDT-PPS). Obteve 262.365 votos, correspondendo a 20,97% dos votos válidos, ficando em terceiro lugar entre os 10 candidatos. Seu desempenho nas urnas foi surpreendente já que as pesquisas o colocava em quarto lugar com 11%.
A diferença de votos entre Heitor Férrer e o segundo colocado no primeiro turno das eleições de Prefeito de Fortaleza em 2012, Roberto Cláudio, foi inferior a 3% dos votos válidos ou menos de 30 mil votos. No segundo turno, seu partido apoiou Roberto Cláudio contra o derrotado Elmano Freitas.

### Reeleição de deputado estadual em 2014 e primeira mudança partidária
Como candidato a deputado estadual nas eleições de 2014, foi eleito o quarto mais votado do Ceará com 93.876 votos.
Em setembro de 2015, filiou-se ao PSB Partido Socialista Brasileiro, assumindo a presidência do diretório municipal do partido. A mudança ocorreu em razão da filiação de seu rival político, Ciro Gomes, ao PDT, partido em que Heitor Férrer estava filiado desde os anos 1980.

### Eleição para Prefeito de Fortaleza (2016) e nova reeleição para deputado (2018)
Em 2016, oficializou novamente sua candidatura a prefeito através da aliança entre PSB e REDE, porém com poucos recursos e pouco espaço para propaganda eleitoral. Nesta eleição, sua votação caiu para 90.510 votos (7,04%) dos votos válidos. Apesar do resultado, continuou exercendo seu mandato de deputado estadual.
Em março de 2018, trocou novamente de partido, desde vez filiando-se ao Solidariedade. Nas eleições estaduais de 2018, conseguiu ser novamente reeleito deputado estadual e recebeu a quinta maior votação para a vaga na cidade de Fortaleza (46.401 votos na capital). No resultado geral, sua votação caiu para 54.532 votos, pouco mais da metade de quatro anos atrás, demonstrando também a centralização de sua votação na capital cearense.

### Eleição para Prefeito de Fortaleza (2020)
Nas eleições municipais de 2020, voltou a ser novamente candidato a prefeito de Fortaleza. Candidato pela coligação "Compromisso e experiência fazem a diferença" (Solidariedade/MDB), tendo como vice o ex-vereador e ex-deputado Walter Cavalcante. Dentre as doações para a campanha, os valores são quase integralmente oriundos do fundo partidário: 500 mil repassados pelo diretório estadual do seu partido e 200 mil reais repassados pelo diretório estadual do MDB. Ao final da apuração dos votos, recebeu apenas 63.119 votos (4,93% dos votos válidos), sua menor votação para um cargo de eleição majoritária. A coligação não conseguiu eleger nenhum vereador na cidade.

### Disputa pelo sexto mandato de deputado estadual (2022)
Em março de 2022, Heitor filiou-se ao União Brasil para concorrer novamente ao cargo de deputado estadual, buscando seu sexto mandato consecutivo na Assembleia Legislativa do Ceará.

Seu partido conseguiu eleger três deputados estaduais, porém Heitor Férrer ficou com a primeira suplência. Recebeu sua menor votação desde 2002, quando foi eleito deputado pela primeira vez, alcançando 33.915 votos (0,67% dos votos válidos). Em 2024, decidiu não ser candidato pela primeira vez. Apesar da derrota, Heitor conseguiu efetivar o exercício do mandato a partir de 2025, em razão da renúncia do deputado Oscar Rodrigues que foi eleito Prefeito de Sobral nas eleições de 2024.